# Barrow Shipbuilding Company
Барроу Шипбилдинг Компани (англ. Barrow Shipbuilding Company) — британское судостроительное предприятие, существовавшее с 1871 по 1897 год.
Верфь компании известна как «Naval Construction Yard», которая с момента своего основания находилась в собственности различных судостроительных компаний, а с 2003 года является производственной площадкой BAE Systems Maritime – Submarines — подразделения компании BAE Systems занятым строительством подводных лодок.

## История

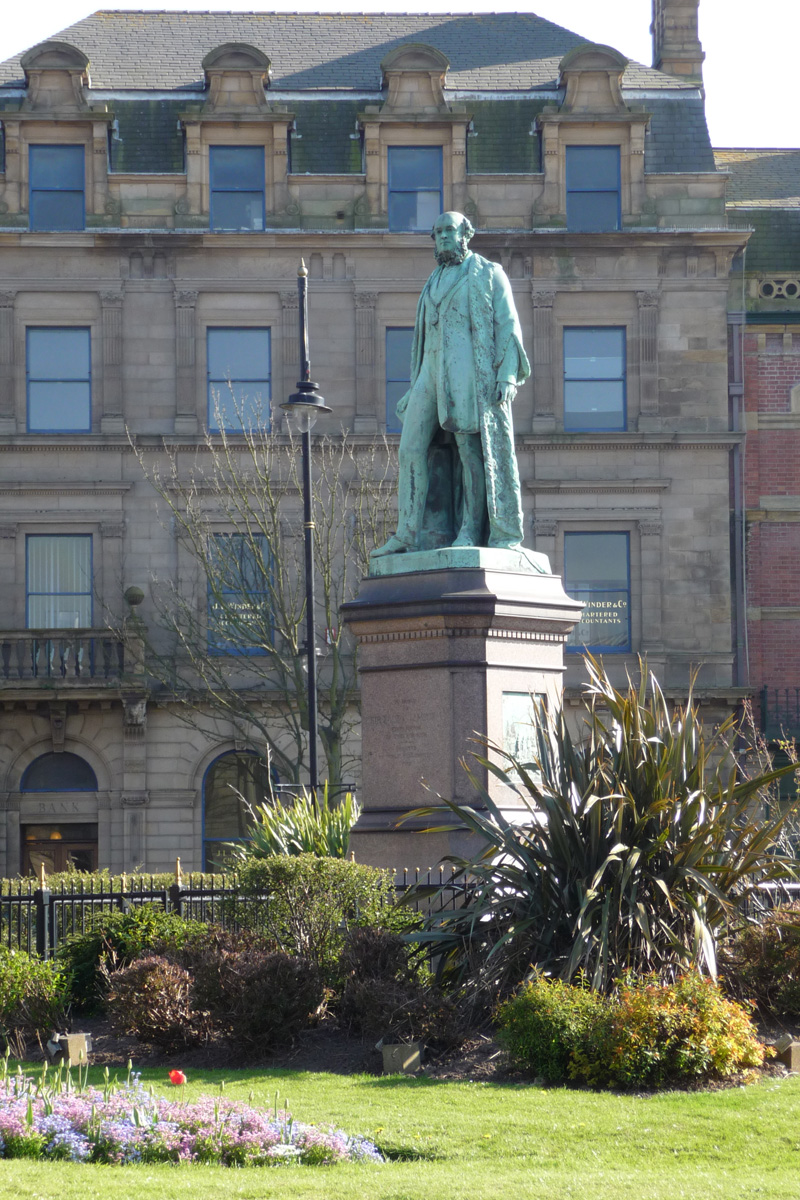
Статуя Джеймса Рэмсдэна, Барроу-ин-Фернесс

Строительство верфи было начато в 1867 году.
Компания была основана 18 февраля 1871 года в городе Барроу-ин-Фернесс, Англия, Сэром Джеймсом Рэмсдэном (англ. James Ramsden) — директором сталелитейной компании Barrow Hematite Steel Company.
Компания была основана как Iron Shipbuilding Company, но название компании было вскоре изменено на Barrow Shipbuilding Company.
Первое судно — яхта для Джеймса Рэмсдэна, было построено верфью в 1873 году.
В 1887 году компанией была построена её первая подводная лодка Nordenfeldt-3.
Компания приобрела компанию Maxim-Nordenfelt Guns and Ammunition Company, которая была основана в 1888 году Хайремом Максимом и Торстеном Норденфельтом.
В 1888 году компания стала частью компании Naval Construction and Armaments Co.
В 1897 году компания, вместе с подконтрольной компанией Maxim-Nordenfelt Guns and Ammunition Company, была приобретена компанией Vickers & Sons, сменившей название на Vickers, Sons & Maxim.

## Суда, построенные компанией

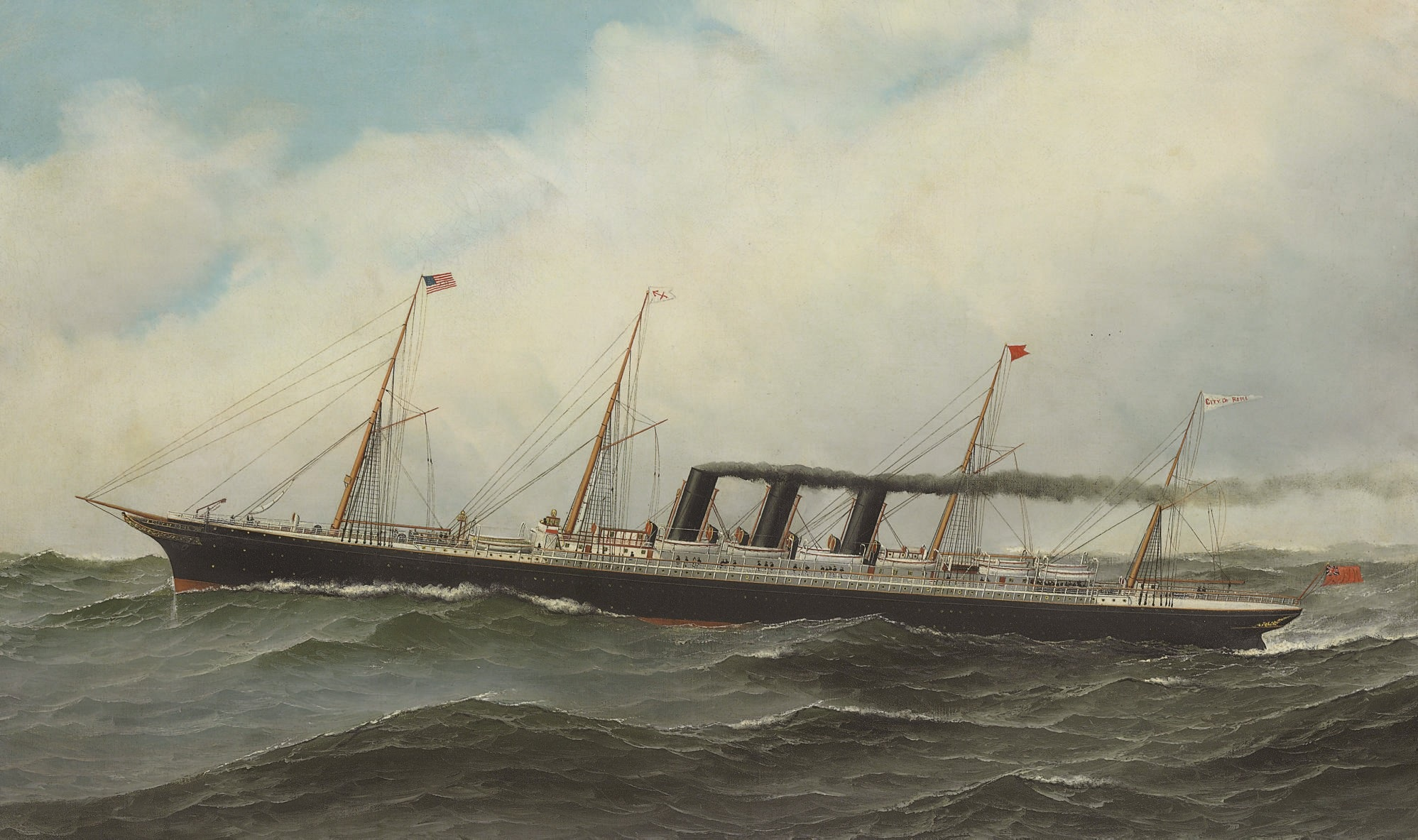
Лайнер City of Rome, между 1885-87 годами. Картина Антонио Якобсена

Всего за время существования компании было построено более 100 судов, в том числе:
- 1880 — лайнер Furnessia, построенный для компании Anchor Line[1]
- 1881 — лайнер City of Rome, построенный для компании Inman Line[2]
- 1887 — подводная лодка Nordenfeldt-3